# Arauzo de Miel
Arauzo de Miel est une commune d’Espagne, dans la province de Burgos, communauté autonome de Castille-et-León.